# إدموند إتش غاريت
إدموند إتش غاريت (بالإنجليزية: Edmund H. Garrett) هو رسام أمريكي، ولد في 19 أكتوبر 1853 في ألباني في الولايات المتحدة، وتوفي في 2 أبريل 1929 في نيدهام في الولايات المتحدة.